# Орден військової заслуги (Канада)
Орден військової заслуги — це військова нагорода Канади, друга за рангом, яка може бути присуджена від імені монарха Канади.

## Історія
Орден засновано 1 липня 1972 року. Ця нагорода вручається членам Канадських збройних сил, які виявили більше відданості та старанності, ніж їх у цьому зобов'язував обов'язок. У 2008 році до цього ордену було представлено 106 членів Канадських збройних сил.

## Опис нагороди
Медаль являє собою прямолінійний синій емальований хрест з кінцями, що розширюються. Обрамлення хреста золоте, а в центрі вміщено червоне кільце з написом «MERIT MÉRITE CANADA». Над хрестом вміщено корону святого Едуарда.
Відзнака вішається на шию на блакитній стрічці шириною 3,8 см із золотою облямівкою. Петличний відзнака - синій хрест з червоним кленовим листом - носиться на звичайній стрічці. Нагородження наступним ступенем ордена позначаються носінням петличних відзнак діючого ступеня та попередніх ступенів на одній стрічці.
Девіз ордену: Officium ante commodum, що означає «служба насамперед».
Дизайн створений паном Брюсом Бітті.

## Ступені
Орден має ступені, які за канадським звичаєм можуть вказуватись відповідними ініціалами після згадування прізвища особи (зазначені тут у дужках):
- Член (МММ)
- Офіцер (OMM)
- Командор (CMM)

| Орденські стрічки |        |          |
| Член              | Офіцер | Командор |

## Члені Ордену
В ордені перебувають 3639 членів. Король Чарльз lll король Канади, джерело честі та суверен ордену «За військові заслуги».
Канцлери
с 1972 
- Деніел Роланд Міченер, королівський адвокат, 1972-1974
- Жуль Леже, 1974-1980
- Едвард Річард Шрейєр, 1980-1985
- Жанна Матільд Сові, 1985-1990
- Рамон Джон Гнатишин, королівський адвокат, 1990-1995
- Ромео Леблан, 1995-1999
- Адрієнна Кларксон, 1999-2005
- Мікаель Жан, 2005-2010
- Девід Ллойд Джонстон, 2010-

Великі Командори
с 1972
- Генерал Ф. Р. Шарп, 1972
- Генерал Д. А. Декстраз, 1972-1977
- Адмірал Р. Г. Фолс, 1977-1980
- Генерал Р. М. Уітерс, 1980-1983
- Генерал Ж. К. Теріо, 1983-1986
- Генерал П. Менсон, 1986-1989
- Генерал А. Ж. Ж. Д. де Шатлен, 1989-1993
- Адмірал Д. Андерсон, 1993-1994
- Генерал А. Ж. Ж. Д. де Шатлен, 1994-1995
- Генерал Д. Бойль, 1995
- Віце-адмірал Л. Е. Мюррей, (виконувач обов'язків) 1996-1997
- Генерал М. Баріль, 1997-2001
- Генерал Р. Р. Ено, 2001-2005
- Генерал Р. Хіллієр, 2005-2008
- Генерал У. Натинчик, 2008 -

## Знак розрізнення
- Стрічка синього кольору з жовтими краями.

- Wikimedia Commons

## Зовнішні посилання
- Immagine dell'insegna del Sovrano.
- Immagine dell'insegna del Sovrano.